# Body Language (альбом Бони Джеймса)
Body Language (рус. «Язык жестов») — пятый студийный альбом американского саксофониста Бони Джеймса, вышедший в 1999 году.
Рецензент из Allmusic пишет, что Body Language типичный альбом, где Бони Джеймс играет одновременно на тенор-, сопрано-, альт-саксофонах одновременно в стиле, близкому к Груверу Вашингтону. Музыканта поддерживают сессионщики, мелькают струнные, проявляются электронные эксперименты, саксофон звучит мрачно. Как и Кенни Джи, Джеймс умело соединил воедино джаз, поп и R&B. Альбом насыщен мягкими и чувственными мелодиями, — считает критик. Однако Бони Джеймсу нужно перестать подражать Груверу Вашингтону для того, чтобы найти своё собственное звучание. Body Language занял позицию №1 в чарте Jazz Albums.
В записи альбома участвовал трубач Рик Браун, Кирк Валум, Foreplay.

## Список композиций
| №  | Название                                  | Длительность |
| -- | ----------------------------------------- | ------------ |
| 1. | «Are You Ready?»                          | 5:02         |
| 2. | «Into the Blue»                           | 4:33         |
| 3. | «Body Language»                           | 4:55         |
| 4. | «I'll Always Love You» (совместно с Shai) | 4:26         |
| 5. | «Boneyizm»                                | 4:27         |
| 6. | «Love Fest»                               | 4:45         |
| 7. | «Bedtime Story»                           | 4:25         |
| 8. | «I Get Lonely»                            | 5:31         |
| 9. | «All Night Long»                          | 4:10         |

## Участники записи
- Бони Джеймс — сопрано, альт и тенор-саксофоны, клавишные, синтезатор, программирование
- Доннел Спенсер — вокал, ударные
- Рик Браун[англ.] — флюгельгорн
- Фил Дэвис — клавишные, синтезатор, программирование
- Рекс Райдаут — клавишные, программирование
- Пол Джексон — акустическая и электро-гитары
- Рон Лоуренс, Тони Мэйден — гитара
- Ронни Гарретт, Ларри Кимпел — бас
- Лил Джон Робертс — ударные
- Паулино да Коста, Ленни Кастро — перкуссия